# 307-й окремий батальйон радіоелектронної боротьби (Україна)
307-й окремий батальйон радіоелектронної боротьби (307 об РЕБ, в/ч А0804) — колишня військова частина (батальйон) в складі 8-го армійського корпусу  Сухопутних військ Збройних Сил України. Дислокувалася в місті Бердичів. Розформована в кінці 2013 року.

## Завдання
Завданням 307 окремого батальйону РЕБ є дезорганізація управління силами (військами), зниження ефективності ведення розвідки, використання зброї і бойової техніки противника, а також забезпечення стійкості роботи систем і засобів управління власними військами і зброєю. Виявлення радіоелектронних засобів противника по їх випромінюванню, визначення їх координат, визначення і аналіз характеристик випромінюваних ними сигналів. Ці відомості використовують на користь військової розвідки і при організації радіоелектронної протидії.

## Історія
Частина була сформована 22 липня 1985 року в місті Чернігів, як кадровий батальйон радіоелектронної боротьби 1-ї гвардійської загальновійськової армії Київського військового округу. В 1993 році військову частину переформували в окремий батальйон радіоелектронної боротьби. У вересні 2004 року військову частину передислокували до Бердичева, де через рік переформували в окремий батальйон радіоелектронної боротьби. У грудні 2013 року, батальйон розформований, а на його базі створений 20-й полк радіоелектронної боротьби. 

## Символіка батальйону
У Чернігові батальйон мав неофіційну нарукавну емблему із зображенням кажана на тлі білого диска та девізом: «Мета боротьби — перемога». Коли постало питання про створення офіційної символіки частини, фахівці Відділу військової символіки та геральдики Генерального штабу ЗС України рекомендували використати елементи попередньої нарукавної емблеми.
Малюнок нарукавної емблеми 307-го окремого батальйону радіоелектронної боротьби був затверджений начальником Генерального штабу — Головнокомандувачем ЗС України у березні 2010 року.
Нарукавна емблема являє собою фігурний щит чорного кольору з кантом червоного кольору. Форма щита відповідає єдиному зразку, визначеному для військових частин 8-го армійського корпусу. Чорний колір щита традиційно пов'язують зі спеціальними військами.
На щиті зображено стилізованого чорного кажана з кантом срібного (білого) кольору на тлі диска срібного (білого) кольору. Кажан є одним з характерних символів розвідки, срібний (білий) диск уособлює місяць уповні. Поєднання зображень кажана та місяця є традиційною символікою батальйону. На зображення кажана накладено емблему військовослужбовців частин та підрозділів радіоелектронної боротьби золотого (жовтого) кольору. Нижче міститься девіз батальйону: «Мета боротьби — перемога». У верхній частині щита на тлі фігурної стрічки у кольорах Державного прапора України зображено герб міста Бердичева, де дислокується батальйон. Нижню частину щита прикрашає напіввінок з калинової та дубової гілок золотого (жовтого) кольору. Дуб є символом міцності й сили, калина — давній символ України та її війська. На червоній стрічці, що перевиває напіввінок, розміщено номер батальйону.

## Командири
- підполковник Ігор Миронов